# Sainte-Euphémie-sur-Ouvèze
Sainte-Euphémie-sur-Ouvèze (okzitanisch: gleichlautend) ist ein Ort und eine Gemeinde mit 72 Einwohnern (Stand 1. Januar 2022) im Département Drôme in der südfranzösischen Region Auvergne-Rhône-Alpes. Seit 2015 gehört der Ort zum „Parc naturel régional des Baronnies Provençales“.

## Lage
Der Ort Sainte-Euphémie-sur-Ouvèze liegt in der historischen Landschaft der Baronnies auf dem Nordufer des Flusses Ouvèze in ca. 560 m Höhe ü. d. M. ca. 12 km (Fahrtstrecke) nordöstlich der Kleinstadt Buis-les-Baronnies.

## Bevölkerungsentwicklung
| Einwohner                  | 350 | 351 | 257 | 97 | 71 | 80 |
| Quellen: Cassini und INSEE |     |     |     |    |    |    |

Der Bevölkerungsrückgang im 20. Jahrhundert ist im Wesentlichen auf die abgelegene Lage des Ortes und den Verlust an Arbeitsplätzen infolge der Mechanisierung der Landwirtschaft zurückzuführen.

## Wirtschaft
Die Einwohner des Ortes lebten jahrhundertelang als Selbstversorger von der Landwirtschaft (Feldbau und Viehzucht). Auch Wein wurde angebaut; der Ort besitzt auch heute noch das Recht zur Vermarktung seiner Weintrauben über die Appellationen Comtés Rhodaniens, Coteaux des Baronnies, Mediterranée und Drôme doch wird wegen der Höhenlage kaum noch Wein angebaut. Stattdessen finden sich in kleinerem Umfang Oliven-, Aprikosen-, Kirsch- und Apfelbäume; außerdem gibt es einige Lavendelfelder. Seit den letzten Jahrzehnten des 20. Jahrhunderts spielt der Tourismus in Form der Vermietung von Ferienwohnungen (gîtes) eine wichtige Rolle im Wirtschaftsleben des Ortes.

## Geschichte

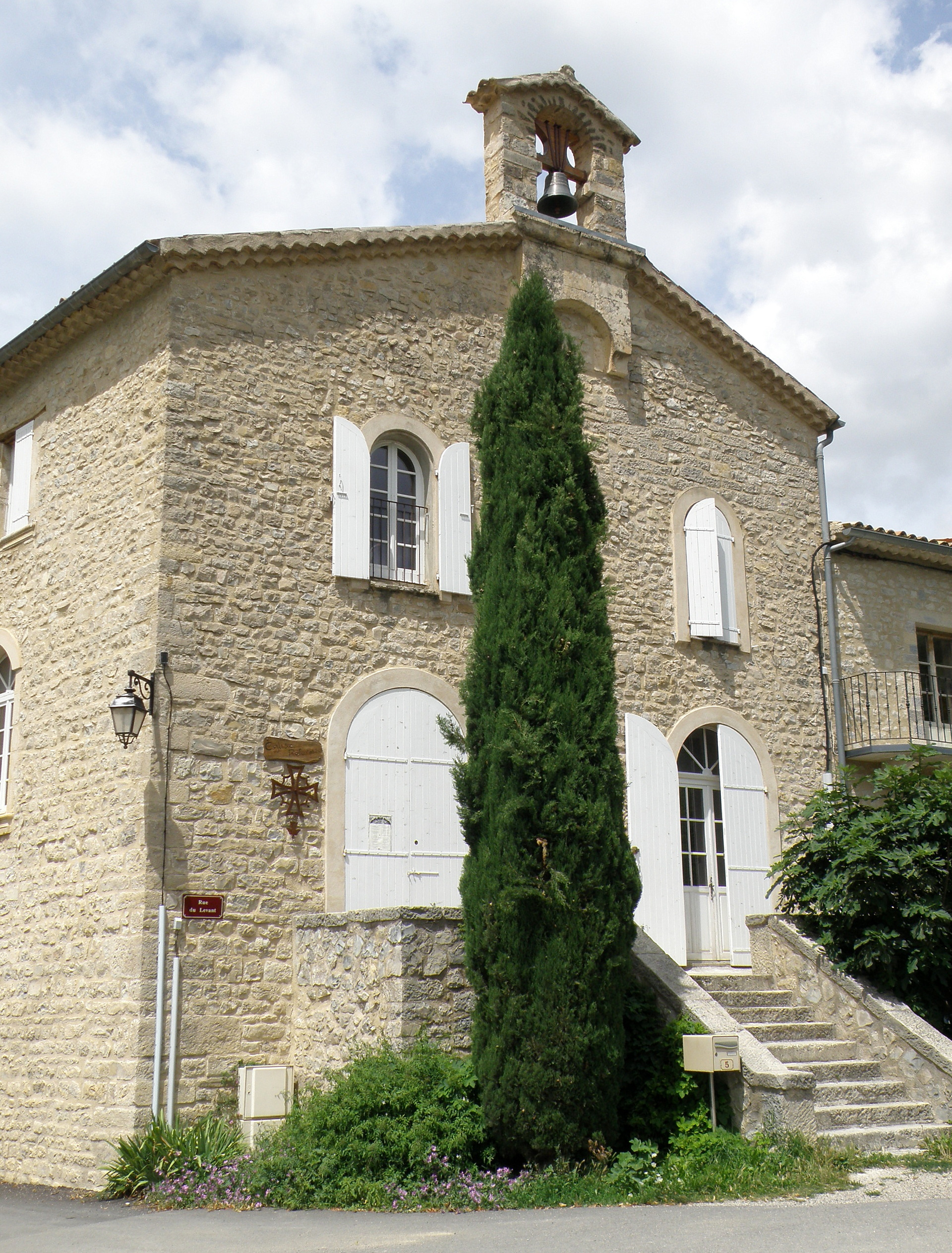
Protestantische Kirche (temple)

Seit karolingischer Zeit gehörte das Gebiet der Baronnies zum Königreich Burgund, welches im Jahr 1033 an das Heilige Römische Reich fiel. Der Ort Saint-Euphémie ist in einem Dokument aus dem 14. Jahrhundert erstmals erwähnt, doch geht er möglicherweise auf den Templerorden zurück. Um das Jahr 1100 gehörte das Gebiet zur Baronie von Mévouillon, die im beginnenden 14. Jahrhundert an die Dauphiné de Viennois fiel, die später französisches Krongut wurde. Im 15. Jahrhundert wurde der Ort befestigt und mit einer mehrtürmigen Stadtmauer umgeben. Hundert Jahre später schloss sich ein Teil der Bevölkerung dem protestantischen Glauben an. Ludwig XIII. gab den Ort der ihm treuen Familie der Grimaldi zum Lehen; in der Zeit der Französischen Revolution wurde er endgültig französisch.

## Sehenswürdigkeiten
- Das Dorfbild ist durch verschiedene aus Bruchstein gemauerte oder mit Bruchsteinen verkleidete Gebäude geprägt.
- Von der mittelalterlichen Stadtmauer sind nur geringe Reste erhalten.
- Die mittelalterliche Kirche ist der hl. Euphemia von Chalkedon geweiht.
- Der Ort hat eine protestantische Kirche (temple).